# Pacific Rim: Uprising
Pacific Rim: Uprising (titulada: Pacific Rim: Insurrección en España y Titanes del Pacífico: La insurrección en Hispanoamérica) es una película estadounidense de ciencia ficción y monstruos de 2018, dirigida por Steven S. DeKnight y escrita por DeKnight, Emily Carmichael, Kira Snyder y T.S. Nowlin. 
Es la secuela de la cinta de Legendary Pictures del 2013 Pacific Rim. La cinta tiene como protagonistas a John Boyega, Scott Eastwood, Cailee Spaeny, Jing Tian y Karan Brar con Rinko Kikuchi, Charlie Day y Burn Gorman regresando a sus papeles de la primera película. Fue estrenada el 22 de marzo de 2018 a través de Universal Pictures y Warner Bros. Pictures.

## Resumen
La historia transcurre 10 años después de la primera invasión extraterrestre que sufrió la humanidad, la lucha aún no ha terminado. El planeta vuelve a ser atacado por los Kaijus, una especie de monstruos extraterrestres gigantescos, que emergen desde un portal interdimensional en el fondo del océano Pacífico con el objetivo de exterminar a la raza humana.
Ante esta nueva amenaza para la cual los humanos no están preparados, los Jaegers, robots gigantes de guerra pilotados por dos personas para sobrellevar la inmensa carga neuronal que conlleva manipularlos, ya no están a la altura de lo que se les viene encima. Será entonces cuando los supervivientes de la primera invasión, además de nuevos personajes como el hijo de Pentecost (John Boyega), tendrán que idear la manera de sorprender al enorme enemigo, apostando por nuevas estrategias defensivas y de ataque. Con la Tierra en ruinas e intentando reconstruirse, esta nueva batalla puede ser decisiva para el futuro.

## Argumento
En 2035, diez años después del fin de la guerra contra los Kaijus, el hijo del expiloto jaeger Stacker Pentecost, Jake Pentecost, se gana la vida robando y vendiendo partes de Jaeger en el mercado negro de California. Después de que rastrea parte del núcleo de poder de un jaeger discapacitado en el taller secreto de la adolescente entusiasta de los Jaeger, Amara Namani, ambos son arrestados por el Cuerpo de Defensa Pan-Pacífico. La hermana adoptiva de Jake, la secretaria general del PPDC, Mako Mori, le da a Jake una opción entre la prisión y regresar al PPDC como instructor con Amara como su recluta.
Al llegar al Shatterdome en Hong Kong, Jake comienza a entrenar a los cadetes del programa Jaeger con su ex copiloto, Nate Lambert. Nate y Mako le revelan que el programa Jaeger está amenazado por el programa de drones de Shao Corporation, que ofrece la producción masiva de jaegers controlados a distancia, desarrollados por Liwen Shao y el Dr. Newton "Newt" Geiszler. Mako entregará una evaluación final para determinar la autorización de los drones en una reunión del consejo del PPDC en Sydney, pero es asesinada por el Jaeger ilegal Obsidian Fury antes de que pueda denunciarlo. Su muerte lleva al consejo del PPDC a autorizar el programa de drones y ordenar su despliegue inmediato. Momentos antes de su muerte, Mako transmitió la ubicación de una instalación de producción de Jaeger en Siberia. Jake y Nate viajan a la zona en su propio Jaeger, pero Obsidian Fury destruye el complejo y los involucra en la batalla. Al destruir su reactor, descubren que Obsidian Fury estaba controlada por un cerebro secundario de Kaiju, que según las pruebas creció en la Tierra.
Cuando los drones llegan a sus respectivas ubicaciones, son capturados por cerebros kaiju clonados y simultáneamente atacan los Shatterdome en todo el mundo, infligiendo grandes bajas a las fuerzas del PPDC e incapacitando a casi todos los Jaeger. Hermann Gottlieb busca ayuda de Geiszler, sin saber que Geiszler es el cerebro detrás del ataque, ya que los Precursores, la raza alienígena que creó el Kaiju, han tomado su mente debido a la deriva regular con los cerebros de Kaiju. Tratando de destruir el mundo para los Precursores, Geiszler, ahora el emisario de los Precursores, ordena a los híbridos drones-Kaiju abrir nuevas brechas en todo el mundo. Aunque Shao puede destruir los híbridos, tres poderosos Kaiju -Raijin, Hakuja y Shrikethorn- emergen de las brechas y se unen en Tokio. El equipo se da cuenta de que el objetivo de los Precursores es activar el Anillo de Fuego detonando el Monte Fuji con la sangre químicamente reactiva del Kaiju, esparciendo gas tóxico en la atmósfera y aniquilando toda la vida en la Tierra, transformando el planeta para la colonización del Precursor.
Los cadetes se movilizan mientras Gottlieb y Shao reparan los cuatro Jaegers restantes del PPDC; Gottlieb inventa cohetes de sangre Kaiju, que lanza el equipo a Tokio. Aunque los Jaeger inicialmente rechazan al Kaiju, el Emisario Precursor los fusiona en una gigantesca bestia que domina rápidamente al equipo, matando a tres cadetes, hiriendo a Nate y dejando a Gipsy Avenger como el único Jaeger operativo. Jake y Amara pilotan contra el "Mega Kaiju", con Shao en el pequeño Jaeger Scrapper de Amara, un solo piloto, ayudándoles a lanzar al Jaeger más grande al Mega Kaiju y sobrevivir a la explosión que mata al monstruo, mientras que Nate toma al trastornado Dr. Newton bajo custodia.
En los poscréditos, Newton por estar controlado por los Precursores esta en cautividad, amenaza diciendo que sus amos atacarán el mundo otra vez y la humanidad perderá, Jake responde que la próxima vez, los humanos serán quienes buscaran a los Precursores.

## Kaijus
- Hakuja: Es uno de los tres kaijus que aparecen y posteriormente se fusionan. Tiene apariencia de cocodrilo con seis patas, tres de cada lado puede cavar en la tierra y es como un topo (Categoría 4).
- Shrikethorn: Tiene apariencia de tiburón martillo, con púas en la espalda, y es capaz de producir rayos de plasma, también inhabilita a Saber Athena (Categoría 4).
- Raijin: Tiene la apariencia de un tiranosaurio de gran tamaño y posee la habilidad de redirigir la energía de los golpes lanzados hacia él (Categoría 5).
- Mega-Kaiju: Es la fusión entre los tres kaijus, Shrikethorn, Hakuja y Raijin. Es muy grande y combina las habilidades de los tres anteriores es destruido por Gipsy Avenger (No Categorizado).

## Híbridos
- Obsidian Fury: Es un Jaeger controlado por un cerebro secundario de kaiju armado con dos espadas-sierra y en su núcleo posee un rayo potente, también tiene cuchillas retráctiles y un cañón en sus puños.
- K-jaegers: Son drones Jaeger creados a partir de partes kaiju, capaces de abrir grietas en el suelo del océano Pacífico. También tienen rayos de Obsidian Fury que utilizan para abrir las brechas en los lugares donde aparecen.

## Jaegers
- November Ajax: Jaeger que aparece patrullando sus puños tienen una carga eléctrica Santa Mónica, California (Modelo 6).
- Bracer Phoenix: Es un Jaeger de tres pilotos con grandes ametralladoras en su parte media al final se le pone la "M19 Morning Star" que se le retira a Titan Redeemer (Modelo 5).
- Guardian Bravo: Jaeger enviado para luchar contra los kaijus. Utiliza un látigo eléctrico. También tiene ametralladoras en los puños como Valor Omega (Modelo 6).
- Gipsy Avenger: Es el sucesor de su Jaeger gemelo anterior Gipsy Danger usado en la primera guerra. Su armamento consiste de espadas-sierra que son sacadas de Obsidian Fury y un cañón de plasma y doble reactor nuclear. Aparte del cañón de plasma, tiene la onda gravitacional y dos misiles anti-kaiju  (Modelo 6).
- Saber Athena: Jaeger que participa en la batalla contra los kaijus. Tiene como principal armamento un cargador de partículas. También tiene dos katanas que se unen y se hacen una espada (Modelo 6).
- Titan Redeemer: Su arma principal consiste en una maza gigantesca en su brazo izquierdo, conocida como "M19 Morning Star", capaz de crear efectos sísmicos. Con su arma secundaria, "EMP Mist Grenade", puede interrumpir señales eléctricas también tiene dos cañones con los que mata al híbrido en el ataque al Shatterdome. (Modelo 6).
- Valor Omega: Un Jaeger fuertemente blindado que se centra en la potencia de fuego. Está armado con dos cañones en cada uno de sus antebrazos. (Modelo 6).
- Scrapper: Jaeger pequeño controlado por un solo piloto, creado a partir de restos de otros Jaeger.

## Reparto
- John Boyega como Jake Pentecost.[2][3] El hijo del fallecido Stacker Pentecost y el hermano adoptivo de Mako Mori.
- Scott Eastwood como Nate Lambert.[4][3] Un oficial en el Cuerpo de Defensa Pan Pacific y piloto de Gipsy Avenger.
- Cailee Spaeny como Amara Namani.[3][5] Cadete en el Cuerpo de Defensa Pan Pacific. Ella es la piloto de Scrapper, y después de su conscripción en el PPDC, se convierte en la copiloto de Bracer Phoenix y Gipsy Avenger.
- Rinko Kikuchi como Mako Mori.[3] La hija adoptiva del fallecido Stacker Pentecost, y hermana adoptiva de Jake Pentecost.
- Charlie Day como el Dr. Newton "Newt" Geiszler.[3] Es un científico que trabaja en el K-Science Lab del Pan Pacific Defense Corps.
- Burn Gorman como el Dr. Hermann Gottlieb.[3] Es un científico que trabaja en el K-Science Lab del Pan Pacific Defense Corps, y es el compañero de Geiszler.
- Jing Tian como Liwen Shao.[6]
- Levi Meaden como Ilya[7]
- Adria Arjona[8]
- Rahart Adams[9]
- Karan Brar como Suresh.[10]
- Nick E. Tarabay
- Ivanna Sakhno[11]
- Zhang Jin[12]
- Mackenyu como Ryoichi[13]
- Shyrley Rodríguez[14]
- Wesley Wong[14]
- Lily Ji[14]
- Chen Zitong[14]
- Lan Yingying[14]
- Qian Yongchen[14]
- Xiao Yang (cameo)[14]
- Kim Jeong-hoon (cameo)[14]
- Dustin Clare[15]

## Música
El compositor John Paesano fue originalmente anunciado para escribir la banda sonora de la película, reemplazando al compositor de la primera película, Ramin Djawadi. Sin embargo, en enero de 2018 se anunció que Paesano había sido reemplazado por Lorne Balfe.

## Lanzamiento
Pacific Rim: Uprising fue estrenada en cines de todo el mundo el 23 de marzo de 2018. Previamente su fecha de estreno se había programado para el 23 de agosto de 2018 y su fecha de estreno inicial hubiera sido el 4 de febrero de 2017.

## Recepción
Pacific Rim: Uprising ha recibido reseñas generalmente mixtas de parte de la crítica, así como de la audiencia. En el portal de internet Rotten Tomatoes la película posee una aprobación del 46%, basada en 153 reseñas, con una calificación de 5 sobre 10, mientras que por parte de la audiencia ha recibido una aprobación del 58%, basada en 28.255 votos, con una calificación de 3.3 sobre 5.
La página Metacritic le ha dado a la película una puntuación de 44 de 100, basada en 43 reseñas, indicando "reseñas mixtas". Las audiencias de CinemaScore le han dado una "B" en una escala de A+ a F, mientras que en el sitio IMDb los usuarios le han dado una puntuación de 5.9 sobre 10, con base en más de 30 mil votos.